# گولوا
گولوا (انگلیسی: Goolwa, South Australia) یک منطقه مسکونی در ایالت استرالیای جنوبی است.